# Hans-Jürgen Geschke
Hans-Jürgen Geschke (ur. 7 lipca 1943 w Berlinie) – niemiecki kolarz torowy reprezentujący NRD, dwukrotny medalista olimpijski oraz pięciokrotny medalista mistrzostw świata.

## Kariera
Pierwszy sukces w karierze Hans-Jürgen Geschke osiągnął w 1963 roku, kiedy zdobył brązowy medal mistrzostw kraju w sprincie indywidualnym. Pięć lat później wystartował na igrzyskach olimpijskich w Meksyku, gdzie zajął piąte miejsce w rywalizacji tandemów. W tej samej konkurencji Geschke w parze z Wernerem Otto zwyciężył na mistrzostwach świata w Antwerpii w 1969 roku oraz mistrzostwach świata w Varese w 1971 roku, a na rozgrywanych w 1970 roku mistrzostwach w Leicesterze zajął drugie miejsce. W tym składzie reprezentanci NRD zdobyli również srebrny medal podczas igrzysk olimpijskich w Monachium w 1972 roku, ulegając jedynie radzieckiej parze Władimir Siemieniec i Ihor Cełowalnykow. Piąty i ostatni medal w wyścigu tandemów Geschke i Otto zdobyli na mistrzostwach świata w San Sebastián w 1973 roku, gdzie zajęli trzecie miejsce. W 1976 roku Hans-Jürgen wystartował na igrzyskach w Montrealu, zdobywając brązowy medal w sprincie indywidualnym. W zawodach tych wyprzedzili go jedynie Anton Tkáč z Czechosłowacji oraz Francuz Daniel Morelon. W tej samej konkurencji zdobył również złoty medal podczas mistrzostw świata w San Cristóbal w 1977 roku. Geschke wielokrotnie zdobywał medale torowych mistrzostw kraju, w tym aż 14 złotych.